# 血色海菊蛤
血色海菊蛤（学名：Spondylus cruentus），是莺蛤目海菊蛤科海菊蛤属的一种。主要分布于中国大陆，常栖息在潮间带至水深20米浅海，以右壳营固着生活。